# Макдональд, Одра
Одра Энн Макдональд (англ. Audra Ann McDonald; род. 3 июля 1970) — американская актриса и певица, которая дважды удостаивалась премии «Грэмми» и рекордных шесть раз выигрывала премию «Тони», став единственной актрисой, получившей награду во всех четырёх актёрских категориях. Также она известна по роли доктора Наоми Беннетт в телесериале «Частная практика». Макдональд ведёт активную концертную деятельность, выступая на концертах по всей территории США. В 2015 году Макдональд была включена в список ста наиболее влиятельных людей года по мнению журнала Time.

## Ранние годы
Макдональд родилась в Западном Берлине, а выросла во Фресно, Калифорния. Старшая из двух дочерей, в детстве она была гиперактивным ребёнком. Макдональд обучалась в средней школе имени Теодора Рузвельта во Фресно, а в 1993 году она окончила Джульярдскую школу.

## Карьера
В 2001 году Макдональд получила свою первую номинацию на премию «Эмми» в категории «Лучшая актриса второго плана» за фильм «Эпилог», режиссёра Майка Николса. Также она появилась в таких телесериалах, как «Убойный отдел», «Закон и порядок: Специальный корпус», «Дневники Бедфорда» и «Похищенный». 31 декабря 2006 года, в канун Нового года, Макдональд спела с Нью-Йоркским филармоническим оркестром на гала-концерте канала PBS. На выступлении была использована музыка из фильмов. С 2007 по 2011 год Одра Макдональд играла роль Наоми Беннетт в телесериале «Частная практика». В конце 4 сезона актриса покинула проект.

## Личная жизнь
В 2000—2009 года Одра была замужем за басистом Питером Донованом. У бывших супругов есть дочь — Зои Мэйделин Донован (род. 14.02.2001).
С 6 октября 2012 года Одри замужем во второй раз за актёром Уиллом Суэнсоном, с которым она встречалась 2 года до их свадьбы. У супругов есть дочь — Салли Джеймс МакДональд-Суэнсон (род.19.10.2016).

## Награды и номинации
- «Тони»
  - 1994 — Премия «Тони» за лучшую женскую роль второго плана в мюзикле — Carousel
  - 1996 — Премия «Тони» за лучшую женскую роль второго плана в пьесе — Master Class
  - 1998 — Премия «Тони» за лучшую женскую роль второго плана в мюзикле — Ragtime
  - 2000 — Премия «Тони» за лучшую женскую роль в мюзикле — Marie Christine (номинация)
  - 2004 — Премия «Тони» за лучшую женскую роль второго плана в пьесе — A Raisin in the Sun
  - 2007 — Премия «Тони» за лучшую женскую роль в мюзикле — 110 in the Shade (номинация)
  - 2012 — Премия «Тони» за лучшую женскую роль в мюзикле — Porgy and Bess
  - 2014 — Премия «Тони» за лучшую женскую роль в пьесе — Lady Day at Emerson’s Bar and Grill

«Эмми»
  - 2001 — Премия «Эмми» за лучшую женскую роль второго плана в мини-сериале или фильме — «Эпилог» (номинация)
  - 2008 — Премия «Эмми» за лучшую женскую роль второго плана в мини-сериале или фильме — «Изюм на солнце» (номинация)

«Грэмми»
  - 2009 — Лучший классический альбом — Rise and Fall of the City of Mahagonny
  - 2009 — Лучшая запись оперы — Rise and Fall of the City of Mahagonny

«Драма Деск»
  - 1994 — Премия «Драма Деск» за лучшую женскую роль второго плана в мюзикле — Carousel
  - 2000 — Премия «Драма Деск» за лучшую женскую роль в мюзикле — Marie Christine (номинация)
  - 2004 — Премия «Драма Деск» за лучшую женскую роль второго плана в пьесе — A Raisin in the Sun
  - 2007 — Премия «Драма Деск» за лучшую женскую роль в мюзикле — 110 in the Shade
  - 2012 — Премия «Драма Деск» за лучшую женскую роль в мюзикле — Porgy and Bess
  - 2014 — Премия «Драма Деск» за лучшую женскую роль в пьесе — Lady Day at Emerson’s Bar and Grill